# Първи макрорегион
Първи макрорегион (на румънски: Macroregiunea 1) е един от четирите макрорегиони на Румъния, намиращ се в северозападната и централната част на Румъния. Включва регионите на развитие Северозападен и Централен и окръзите Алба, Бихор, Бистрица-Нъсъуд, Марамуреш, Сату Маре, Сълаж и Харгита.